# Ty Tennant
Ty Tennant, pseudonimo di Ty Peter Martin-Moffett (White City, 27 marzo 2002), è un attore britannico.

## Biografia
Ty Peter Tennant è nato il 27 marzo 2002 col nome Ty Peter Martin-Moffett al "Queen Charlotte's and Chelsea Hospital" di White City, nella West London, dall'allora attrice diciassettenne Georgia Moffett, ed è cresciuto a Chiswick. Dopo che nel 2011 sua madre ha sposato l'attore David Tennant (conosciuto tre anni prima mentre recitavano insieme nella quarta stagione della nuova serie di Doctor Who), quest'ultimo lo ha adottato dandogli il proprio cognome; da questo matrimonio sono nati quattro fratellastri, tre femmine e un maschio (Olive, Wilfred, Doris e Birdie). Negli ultimi anni di liceo, Tennant ha frequentato la "Arts Educational Schools" (ArtsEd), una scuola di arti performative.
Nel 2013, Tennant ha esordito con un breve cameo in The Five(ish) Doctors Reboot, film televisivo parodistico di Doctor Who.
Il suo debutto cinematografico è avvenuto nel 2019 con il film Tolkien, interpretando la versione giovane di Christopher Wiseman, che da adulto ha il volto di Tom Glynn-Carney. Nello stesso anno ha recitato nella serie di fantascienza War of the Worlds nei panni di Tom Gresham, uno dei protagonisti (ruolo ripreso nelle successive due stagioni, fino al 2022), ed è apparso in un episodio della serie ospedaliera Casualty nel ruolo di Adam McKiernan.
Nel 2021 ha interpretato il detective Edwin Paine nel terzo episodio della terza stagione della serie Doom Patrol, e il leader di una gang nell'ottavo e ultimo episodio della prima stagione della serie Il giro del mondo in 80 giorni.
Nel 2022 ha interpretato Aegon II Targaryen nel sesto e settimo episodio della prima stagione della serie House of the Dragon, recitando ancora una volta nella versione più giovane di un personaggio interpretato anche da Glynn-Carney.

## Filmografia

### Cinema
- Tolkien, regia di Dome Karukoski (2019)

### Televisione
- The Five(ish) Doctors Reboot – film TV (2013)
- Casualty – serie TV, episodio 33x34 (2019)
- War of the Worlds – serie TV (2019-2022)
- Doom Patrol – serie TV, episodio 3x03 (2021)
- Il giro del mondo in 80 giorni (Around the World in 80 Days) – serie TV, episodio 1x08 (2021)
- House of the Dragon – serie TV, episodi 1x06 e 1x07 (2022)
- Good Omens – serie TV, episodio 2x02 (2023)

## Doppiatori italiani
Nelle versioni in italiano delle opere in cui ha recitato, Ty Tennant è stato doppiato da:
- Riccardo Suarez in Tolkien, House of the Dragon, Good Omens
- Alessio Ward in War of the Worlds (st.1)
- Matteo Liofredi in War of the Worlds (st.2-3)